# Либеральная партия Японии (1881—1884)
Либеральная партия (яп. 自由党 дзию:то:) — японская общенациональная политическая партия. Основана 18 октября 1881 года. Возглавлялась политическим деятелем Итагаки Тайсукэ. Находилась на позициях радикального либерализма французского образца. Принимала участие в движении за свободу и народные права, которое выдвигало требование созыва парламента от японского правительства. Распущена 29 октября 1884 года из-за преследования властями и внутрипартийного раскола.

## Краткие сведения
В 1880 году императорское правительство, обеспокоенное неожиданным ростом общественного движения за открытие общенационального парламента, отказалось рассматривать петицию Лиги учреждения парламента и в связи с Постановлением о собраниях граждан начало преследование её активистов. В ответ на это, в ноябре того же года, на втором съезде Лиги учреждения парламента часть делегатов предложила сформировать политическую партию с целью мобилизации общественности в борьбе за свои права. Это предложение было отклонено большинством участников съезда, поэтому 15 декабря 1880 года Уэки Эмори и Коно Хиронака по собственной инициативе образовали Подготовительное общество «Либеральная партия» (яп. 自由党準備会). В течение нескольких следующих месяцев идея создания политической партии получила распространение в регионах, а необходимость реализации этой идеи стала очевидной после правительственных махинаций в Отделе освоения Севера, которым руководил Курода Киётака.
18 октября 1881 года на третьем съезде Лиги учреждения парламента делегаты со всей Японии приняли решение о создании Либеральной партии. 29 октября, после инцидента 1881 года, они избрали партийное руководство. Организацию возглавил Итагаки Тайсукэ, а его заместителем стал Накадзима Нобуюки. Лидирующие позиции достались преимущественно выходцам из префектуры Коти, родины Итагаки Тайсукэ, и членам «Общества по определению цели в жизни». Съезд провозгласили 1-м учредительным и приняли устав партии, который состоял из 3 разделов присяги и 15 разделов правил.
Либеральная партия стояла на позициях радикального французского либерализма. Его целью была борьба за гражданские свободы и права, улучшение общества и приумножение благосостояния. Количество членов партии в начале основания составляло 101 человек, а в мае 1884 года выросло до 2224. Либералы популяризировали свою организацию в регионах путём просветительских лекций, а с июня 1882 года начали издавать печатный орган «Либеральная газета» (яп. 自由新).
Во второй половине 1882 года императорское правительство внесло поправку к Постановлению о собраниях граждан и усилило давление на оппозиционные и общественные организации. В ноябре того же года ему удалось уговорить лидера Либеральной партии Итагаки Тайсукэ отправиться с миссией в Европу. Против отъезда лидера выступила часть членов партии во главе с Баба Тацуи, председателем Общества друзей Японии (яп. 国友会). Руководство либералов выгнало их из партии за нарушение дисциплины. Против путешествия также высказалась Партия конституционных реформ, с которой Либеральная партия вступила в полемику. Спор реформистов и либералов перерос в поток взаимных обвинений в сотрудничестве с властью, что раскололо единое общественно-политическое движение. Одновременно с этим под влиянием дефляционного курса Мацукаты Масаёси и правительственных преследований часть членов Либеральной партии, проживавших в Восточной Японии, радикализировалась. Они планировали восстание против правительства и совершили ряд терактов: в мае 1884 года в Гумми, и в сентябре того же года — возле горы Кабасан.
Когда в июне 1883 года Итагаки вернулся в Японию, либеральная партия была неуправляемой. Руководство партии предложило распустить организацию, что было осуществлено 29 октября 1884 года. Несмотря на проблемы и политическую ограниченность, она была первой японской политической партией, которая объединила широкие слои населения всей страны и развила региональное движение за свободу и народные права до общенационального уровня.